# 李承宗
李承宗（7世纪620年前—620年代626年前），唐高祖李渊孙，皇太子李建成长子。
武德三年（620年）六月，李承宗被祖父唐高祖封为太原郡王，与叔父赵王李元景、鲁王李元昌、酆王李元亨、二弟安陆郡王李承道、二叔秦王李世民之子恒山郡王李承、长沙郡王李恪、宜都郡王李泰同封。
李承宗早卒，未能活到武德九年（626年）玄武门之变之际。